# Giuseppe Mozzanica
Giuseppe Mozzanica (Pagnano, 9 aprile 1892 – Pagnano, 12 luglio 1983) è stato uno scultore italiano.

## Biografia

### Gli anni della formazione
L'artista nasce alla Cascina Roncaglia di Pagnano di Merate (Lc) nel 1892, da una famiglia di contadini. Fino ai 24 anni lavora come muratore ma non può fare a meno di assecondare la sua passione per l'arte che si manifesta fin dalla tenera età. Nonostante l'opposizione della famiglia, in particolare del padre, decide quindi di iniziare un percorso di studi artistici dapprima alla Scuola di Disegno Festiva di Merate e in seguito alla Scuola Serale del Castello Sforzesco di Milano (1912); dal 1916 al 1923 frequenta l'Accademia di Brera, dove è allievo dello scultore Giuseppe Graziosi e dove gli viene riconosciuto il Primo Premio con lode. Espone le sue opere per la prima volta nel 1923 alla Permanente di Milano e riceve il Premio Tantardini con un Nudo virile. Poi sarà presente nelle principali occasioni espositive di quella stagione, quali la Biennale di Venezia, la Quadriennale di Torino, la Quadriennale di Roma e la Provinciale di Como.

### Il periodo fra le due guerre
Prende parte alla Prima Guerra Mondiale come soldato e durante il servizio sull'Altopiano di Asiago inizia a ritrarre i comandanti delle guarnigioni e le loro mogli. Poi gran parte della sua produzione è dedicata alla memoria dei caduti, che si traduce in commesse pubbliche per numerosi paesi lombardi. Nel 1925 realizza il monumento a Campagnano (Varese), nel 1926 quello di Melegnano (Milano), nel 1928 quello di Paderno d'Adda e quello di Cernusco Lombardone. Il tema della memoria dei caduti è protagonista di un'altra importante occasione, il concorso per il Monumento ai Caduti di Como, a cui partecipa con Giuseppe Terragni e Pietro Lingeri (1926). Questa collaborazione, che ci è nota grazie ad una breve corrispondenza tra Mozzanica e Terragni, non porterà alla realizzazione dell'opera (verrà scelta un'opera di Sant'Elia), ma è un'importante testimonianza dell'integrazione fra scultura e architettura negli anni Venti e Trenta del secolo scorso, anche se Mozzanica non aderirà al modernismo e alle avanguardie del tempo preferendo l'ideale classico di bellezza.
Nel 1926 Mozzanica partecipa alla Biennale di Venezia con una Testa di bimbo. Esporrà a questa rassegna anche nel 1928 e nel 1930. Nel 1927 espone alla Quadriennale di Torino. Nel 1930 realizza due opere in gesso per il concorso per lo Stadio Mussolini al Foro Italico: il Calciatore (opera vincitrice del concorso indetto dalla Provincia di Como) e il Canottiere (prima classificata al concorso della Provincia di Sondrio). L'attenzione che le sculture dell'artista suscitano nel panorama lombardo viene ribadita nel 1930, quando l'Unione Industriale Fascista della Provincia di Como decide di acquisire una sua opera esposta alla Mostra Sindacale di Como; il firmatario che sigla l'acquisto per conto del Sindacato Fascista di Belle Arti di Lombardia-sezione di Como è Giuseppe Terragni.
Nel 1931 Mozzanica partecipa alla I Quadriennale di Roma con la Bagnante sorpresa. L'anno successivo realizza la Tomba Lainati al Cimitero Monumentale di Milano, oggi distrutta. Nel 1935 la Testa di contadinello e la Testa di donna sono esposte alla VII Mostra del Sindacato Interprovinciale Fascista Belle Arti, presso la Permanente di Milano. In quell'occasione, la Testa di contadinello viene acquistata dal Comune di Milano e alloggiata presso la Galleria d'Arte Moderna.
Gli anni che seguono vedono una fitta produzione cimiteriale (Tomba Bolis a Calolziocorte nel 1936, tomba Zonca a Paterno nel 1938 , tomba Crippa a Monza nel 1928…). Nel 1939, lo scultore progetta il bassorilievo raffigurante le Marie al sepolcro per la facciata della Chiesa del Cimitero di Uggiate Trevano, progettata da Attilio Terragni.
Nel 1940 le sue opere vengono esposte all'Unione Provinciale di Como. Nel 1935 sposa Maria e nel 1940 i coniugi Mozzanica si trasferiscono a Castello, frazione di Lecco, insieme ai figli Dario, Ivo e Angela. Restano in via Matteotti 33 fino alla metà degli anni Sessanta per poi trasferirsi a Pagnano di Merate.

### La maturità
Dopo la fine della guerra, la produzione dello scultore si volge sempre più verso un realismo fondato sull'osservazione e sulla ricerca della verità, che rifugge da ogni formalismo e prende schiettamente le distanze dalla contemporanea ricerca astratta o informale. Refrattario a ogni teorizzazione e adesione superficiale alle tendenze del momento, Mozzanica si rifugia nella suo officina creativa, da cui produce instancabilmente medaglioni, bassorilievi, sculture funerarie, commissionati per lo più da privati.
Numerosissime sono le sue opere al Cimitero di Merate, al Cimitero Monumentale di Lecco e di Castello di Lecco, nonché a quello di Arquate, di Rancio e di Laorca, sempre presso Lecco. Proprio il Cimitero Monumentale di Lecco è stato inserito nella European Cemeteries Route. Tra gli anni Quaranta e Cinquanta la partecipazione a mostre nazionali diventa sempre più sporadica e preferirà esporre a livello locale. Fra le sue opere della maturità vanno ricordati il busto di Antonio Stoppani alla Biblioteca Ambrosiana di Milano (1959), la nota statua di San Nicolò nel Lago di Lecco (1959), il monumento di Verderio Inferiore (1961) e bassorilievo con ritratto di Salvatore Quasimodo per il Genio Civile di Sondrio (1968-69). Nel 1968 Mozzanica aderisce all'Associazione Amatori d'Arte, istituzione che viene formalizzata l'anno successivo. Quest'esperienza gli permette di entrare in contatto con numerosi artisti locali come i pittori Baldazzi e Sora, lo scultore De Candido, ma anche musicisti e letterati.
Ma è proprio in questi ultimi anni della sua vita che l'artista si rivolge soprattutto alla pittura, tanto che negli anni Settanta diventa la sua attività artistica prevalente. Dipinge paesaggi, nature morte e realizza ritratti. Anche le opere pittoriche sono caratterizzate da realismo: indaga i volti delle persone, prendendo a modello i figli e la moglie, che compaiono in sue numerose opere (Ritratto del figlio Dario Mozzanica del 1953, Ritratto del figlio Ivo Mozzanica del 1956). Non mancano poi nudi femminili e ritratti di conoscenti. A sessantasette anni l'artista si rivolge a se stesso con un autoritratto che rappresenta l'artista in veste da lavoro.
Per i paesaggi, l'artista rappresenta i luoghi del quotidiano e i dintorni di Lecco che era solito visitare a bordo della sua moto. I primi paesaggi del 1953 e del 1956 raffigurano soprattutto il giardino accanto al suo studio, in Corso Matteotti 33 a Lecco. Dopo il 1959, anno in cui inaugura la gipsoteca di Merate, rappresenterà la stessa gipsoteca e la collina di Montevecchia (1962) dove spicca il Santuario della Beata Vergine del Carmelo in mezzo ai campi coltivati della Brianza. Ma Lecco non costituisce l'unico soggetto caro al pittore; Mozzanica, infatti, nel 1961 si reca a Forte dei Marmi che rappresenta in alcuni dipinti di piccolo formato, raccontando la vita placida dei bagnanti sulla spiaggia e la solitudine delle strade assolate. Dal 1967 al 1973 trascorre un periodo in alcune località marittime della Liguria come Diano Marina, Camogli e Laigueglia che vengono ritratte da più punti di vista (l'artista si spostava in moto e in treno per le sue esplorazioni) con i toni del rosso e dell'arancio accostati al blu del mare e al verde della macchia mediterranea.
Nei primi anni settanta Mozzanica è ospite della figlia Angela che vive a Palau e qui si dedica alla rappresentazione del paesaggio sardo presentando il dialogo tra natura e uomo. Poi i dipinti ritrovano come soggetti le zone di Lecco dove l'artista risiede in via Capodistria. Ritrae il Resegone e il Monte Rai ed è proprio in queste opere che dimostra di conoscere molto bene la storia della pittura di paesaggio. Mozzanica si occupò anche di nature morte; vi si dedicava soprattutto durante i mesi invernali, quando non poteva salire in sella alla sua moto alla ricerca di paesaggi da ritrarre. I soggetti sono soprattutto frutta, sigari toscani, fiori primaverili, pannocchie, tutti ricordi della vita contadina della sua famiglia e legati al suo amore per la natura. Continuerà a dipingere fino al 1983, anno della sua morte. Attualmente la maggior parte dei dipinti e dei gessi sono conservati presso la gipsoteca di Merate, di proprietà della Fondazione Giuseppe Mozzanica.

## Lo stile
La vita e l'opera di Giuseppe Mozzanica sono un unico inno al concetto di verità: verità delle forme (da qui il rigoroso studio anatomico, l'osservazione della natura, il metodo della copia dal vero e l'uso della fotografia come mezzo di osservazione della realtà), ma anche autenticità dei contenuti, sempre improntati a una profonda umanità. È quanto emerge dai numerosi monumenti ai caduti della Grande Guerra, dai monumenti funebri che popolano alcuni cimiteri lombardi, dalle commesse pubbliche (la più nota delle quali è la statua di San Nicolò nel lago di Lecco), dalla ritrattistica privata, da cui è scaturita la serie di teste che rappresenta una delle dimostrazioni più alte della capacità di empatia umana dell'artista.
Così, con schiettezza e senza snobismo, Mozzanica riassumeva il senso intimo della sua opera: “A fare una statua è facile cadere nel freddo, nel superficiale,nel buffone […], nel deficiente, nel vanitoso, nel ciarlatano, vanitosi come sono tutti gli artisti d'oggi. Io, per esempio, quando faccio una scultura non penso ad altro”.
La sua conoscenza dell'anatomia, testimoniata anche da alcuni quaderni di appunti con schizzi molto accurati, si traduce in una resa quasi amorosa delle proporzioni, studiate sempre con rigore scientifico. Per le sculture, Mozzanica posizionava statua e modello sopra un dispositivo che consentiva la rotazione contemporanea dei due soggetti; sullo sfondo collocava delle paratie quadrettate per poter confrontare continuamente opera e modello. Controllava le proporzioni con dei grandi compassi di legno da lui prodotti. Nonostante si ispiri decisamente ai modelli classici, non mancano esempi di opere ispirate al primitivismo (visibile, per esempio, nella stilizzazione arcaizzante della Pietà di Uggiate), al Liberty e al Simbolismo (in un nudo femminile degli anni '30) e alla Scapigliatura e al Medardo Rosso (nello Sciurétt).
La resa del vero si manifesta anche nel cogliere insieme i tratti somatici e quelli psicologici del soggetto ritratto, come emerge nei ritratti della piccola e media borghesia lombarda, quella stessa committenza che sceglie Mozzanica come autore di moltissimi monumenti funerari. Le persone ritratte sono anche soggetti vicini e familiari, tratti dalla vita semplice e quotidiana: contadini della Brianza, donne, giovani, bambini e anziane. Ciò dimostra la sua continua ricerca di una verità umana e sociale oltre che formale.
Per la rappresentazione dei paesaggi, invece, Mozzanica non è preoccupato della resa dettagliata della realtà ma dello stato emotivo che il dipingere suscita in lui: dipingere lo rende felice. Il gioco di luci ed ombre enfatizza la resa dei volumi rendendo i soggetto rappresentati quasi delle “sculture bidimensionali” dotate di una certa geometria che ricorda molto le opere di Cezanne, molto amato da Mozzanica. In realtà, lo stile del paesaggio cambia nel corso del tempo: confrontando le prime composizioni degli anni cinquanta con le ultime, si nota una maggiore abilità nella sintesi delle forme e dei toni. Infatti, in un primo tempo i cieli sono incerti e i colori non vengono mai accostati con enfasi, in un secondo tempo, invece, il pittore manifesta una capacità espressiva maggiore e sempre più forte. Nelle nature morte, inoltre, riesce a rendere le differenti consistenze materiche grazie ad un attento equilibrio cromatico.
Nel tempo, inoltre, modifica anche la tecnica passando dal pastello su cartone, adatto a tracciare velocemente le immagini, ai colori ad olio. Cambia anche il supporto, passando dalla tela al compensato, al panforte e alla masonite che non si deformano durante la stesura delle pennellate.

## La fondazione
La Fondazione Giuseppe Mozzanica di Pagnano, frazione di Merate, è nata per preservare e far conoscere l'opera di uno scultore e pittore schivo, restio all'autopromozione, legato a un'idea di lavoro artistico profondamente etica prima ancora che estetica. Costituita nel 2007 per volere dei figli dell'artista, la Fondazione ha il suo cuore nella gipsoteca - insieme scrigno e laboratorio - fatta costruire da Mozzanica negli anni cinquanta nella corte della propria abitazione e attualmente in fase di restauro.
Qui sono esposti i gessi, ma anche le opere in marmo, bronzo e terracotta realizzati fra gli anni Venti e Sessanta, a testimoniare una ricerca rigorosa e coerente. Oltre alle opere scultoree - circa 260 pezzi - la collezione comprende anche i disegni e i dipinti dell'artista, nonché un'importante serie di lastre fotografiche e di interessanti strumenti di lavoro utilizzati dall'artista. La Fondazione è socia dell'AICPM (Association Internationale pour la Conservation et la Promotion des Moulages).

## Opere
- Monumento ai Caduti, 1923, Cernusco
- Testa di fanciullo, 1924
- L'Aurora, 1927
- La bagnante sorpresa, 1928
- Il calciatore, 1928
- Il vogatore, 1929
- Monumento ai Caduti, 1931, Paderno d'Adda
- Il naufrago, 1932, bronzo
- Testa di fanciullo, 1937, bronzo, Milano, GAM
- Pietà, 1939, Chiesa cimiteriale di Uggiate Trevano
- I figlio Dario, 1939
- Vergine con Bambino
- San Nicolò, 1955, Lecco